# Unione Sportiva Foggia 1982-1983
Questa voce raccoglie le informazioni riguardanti l'Unione Sportiva Foggia nelle competizioni ufficiali della stagione 1982-1983.

## Rosa
| N. |                   | Ruolo | Calciatore           |
| -- | ----------------- | ----- | -------------------- |
| -  | Italia (bandiera) | C     | Alessandro Antonelli |
| -  | Italia (bandiera) | D     | Raffaele Barrella    |
| -  | Italia (bandiera) | A     | Antonio Bordon       |
|    | Italia (bandiera) | A     | Marco Calonaci       |
| -  | Italia (bandiera) | C     | Carmine Caravella    |
| -  | Italia (bandiera) | A     | Francesco Cini       |
| -  | Italia (bandiera) | C     | Giovanni Colasante   |
| -  | Italia (bandiera) | C     | Angelo Conca         |
| -  | Italia (bandiera) | D     | Paolo De Giovanni    |
| -  | Italia (bandiera) | A     | Claudio Desolati     |
| -  | Italia (bandiera) | A     | Elio Gustinetti      |
| -  | Italia (bandiera) | C     | Vincenzo Iannucci    |
| -  | Italia (bandiera) | P     | Vincenzo Laveneziana |
| -  | Italia (bandiera) | C     | Riccardo Maritozzi   |

| N. |                   | Ruolo | Calciatore          |
| -- | ----------------- | ----- | ------------------- |
| -  | Italia (bandiera) | P     | Massimo Mattolini   |
| -  | Italia (bandiera) | D     | Giancarlo Morsia    |
| -  | Italia (bandiera) | C     | Fulvio Navone       |
| -  | Italia (bandiera) | D     | Vito Petruzzelli    |
| -  | Italia (bandiera) | C     | Giorgio Redeghieri  |
| -  | Italia (bandiera) | C     | Antonio Rocca       |
| -  | Italia (bandiera) | A     | Giovanni Roccotelli |
| -  | Italia (bandiera) | C     | Delio Rossi         |
| -  | Italia (bandiera) | D     | Antonio Sassarini   |
| -  | Italia (bandiera) | A     | Massimo Scalingi    |
| -  | Italia (bandiera) | D     | Andrea Stimpfl      |
| -  | Italia (bandiera) | C     | Antonio Tormen      |
| -  | Italia (bandiera) | C     | Pellegrino Valente  |

## Risultati

### Serie B

#### Girone di andata
| 12 settembre 1982 1ª giornata | Foggia | 0 – 0 | Cavese |  |

| 19 settembre 1982 2ª giornata | Arezzo | 0 – 0 | Foggia |  |

| 26 settembre 1982 3ª giornata | Foggia | 1 – 1 | Bologna |  |

| 3 ottobre 1982 4ª giornata | Monza | 2 – 0 | Foggia |  |

| 10 ottobre 1982 5ª giornata | Foggia | 0 – 0 | Campobasso |  |

| 17 ottobre 1982 6ª giornata | Cremonese | 0 – 0 | Foggia |  |

| 24 ottobre 1982 7ª giornata | Foggia | 2 – 1 | Bari |  |

| 31 ottobre 1982 8ª giornata | Palermo | 1 – 0 | Foggia |  |

| 7 novembre 1982 9ª giornata | Foggia | 1 – 0 | Perugia |  |

| 14 novembre 1982 10ª giornata | Milan | 2 – 0 | Foggia |  |

| 21 novembre 1982 11ª giornata | Foggia | 0 – 2 | Lazio |  |

| 28 novembre 1982 12ª giornata | Reggiana | 2 – 1 | Foggia |  |

| 5 dicembre 1982 13ª giornata | Lecce | 2 – 0 | Foggia |  |

| 12 dicembre 1982 14ª giornata | Foggia | 1 – 1 | Como |  |

| 19 dicembre 1982 15ª giornata | Foggia | 2 – 1 | Atalanta |  |

| 2 gennaio 1983 16ª giornata | Varese | 1 – 0 | Foggia |  |

| 9 gennaio 1983 17ª giornata | Foggia | 0 – 0 | Catania |  |

| 16 gennaio 1983 18ª giornata | Pistoiese | 2 – 0 | Foggia |  |

| 23 gennaio 1983 19ª giornata | Foggia | 1 – 0 | Sambenedettese |  |

#### Girone di ritorno
| 30 gennaio 1983 20ª giornata | Cavese | 1 – 0 | Foggia |  |

| 13 febbraio 1983 21ª giornata | Foggia | 3 – 1 | Arezzo |  |

| 20 febbraio 1983 22ª giornata | Bologna | 0 – 0 | Foggia |  |

| 27 febbraio 1983 23ª giornata | Foggia | 0 – 0 | Monza |  |

| 6 marzo 1983 24ª giornata | Campobasso | 1 – 0 | Foggia |  |

| 13 marzo 1983 25ª giornata | Foggia | 2 – 1 | Cremonese |  |

| 20 marzo 1983 26ª giornata | Bari | 2 – 1 | Foggia |  |

| 27 marzo 1983 27ª giornata | Foggia | 2 – 0 | Palermo |  |

| 2 aprile 1983 28ª giornata | Perugia | 1 – 0 | Foggia |  |

| 10 aprile 1983 29ª giornata | Foggia | 1 – 1 | Milan |  |

| 17 aprile 1983 30ª giornata | Lazio | 0 – 0 | Foggia |  |

| 24 aprile 1983 31ª giornata | Foggia | 2 – 2 | Reggiana |  |

| 1º maggio 1983 32ª giornata | Foggia | 3 – 0 | Lecce |  |

| 8 maggio 1983 33ª giornata | Como | 0 – 0 | Foggia |  |

| 15 maggio 1983 34ª giornata | Atalanta | 1 – 0 | Foggia |  |

| 22 maggio 1983 35ª giornata | Foggia | 0 – 1 | Varese |  |

| 29 maggio 1983 36ª giornata | Catania | 2 – 1 | Foggia |  |

| 5 giugno 1983 37ª giornata | Foggia | 0 – 0 | Pistoiese |  |

| 12 giugno 1983 38ª giornata | Sambenedettese | 3 – 0 | Foggia |  |

### Coppa Italia
| Arbitro: | Lanese (Messina) |

|  |           |                        |
|  | Marcatori | 35’ Gerolin 74’ Papais |

| 2ª giornata | Bari | 3 – 1 | Foggia |  |

| 3ª giornata | Foggia | 2 – 2 | Rimini |  |

| Arbitro: | Pieri (Genova) |

|                                              |           |  |
| Altobelli 3’ Juary 54’ Beccalossi 89’ (rig.) | Marcatori |  |

| 5ª giornata | L.R. Vicenza | 7 – 1 | Foggia |  |

## Statistiche

### Statistiche di squadra
| Competizione | Punti | In casa | In casa | In casa | In casa | In casa | In casa | In trasferta | In trasferta | In trasferta | In trasferta | In trasferta | In trasferta | Totale | Totale | Totale | Totale | Totale | Totale | DR |
| Competizione | Punti | G       | V       | N       | P       | Gf      | Gs      | G            | V            | N            | P            | Gf           | Gs           | G      | V      | N      | P      | Gf     | Gs     | DR |
| ------------ | ----- | ------- | ------- | ------- | ------- | ------- | ------- | ------------ | ------------ | ------------ | ------------ | ------------ | ------------ | ------ | ------ | ------ | ------ | ------ | ------ | -- |
| Serie B      | 30    | 19      | 8       | 9       | 2       | 21      | 12      | 19           | 0            | 5            | 14           | 3            | 23           | 38     | 8      | 14     | 16     | 24     | 35     | -9 |
| Coppa Italia | ..    | ..      | .       | .       | .       | ..      | ..      | ..           | .            | .            | .            | ..           | ..           | ..     | .      | .      | .      | ..     | .      | +- |
| Totale       | ..    | ..      | .       | .       | .       | ..      | ..      | ..           | .            | .            | .            | ..           | ..           | ..     | .      | .      | .      | ..     | .      | +- |

### Statistiche dei giocatori
| Giocatore      | Serie B  | Serie B | Coppa Italia | Coppa Italia | Totale   | Totale |
| Giocatore      | Presenze | Reti    | Presenze     | Reti         | Presenze | Reti   |
| -------------- | -------- | ------- | ------------ | ------------ | -------- | ------ |
| A. Antonelli   | 3        | 0       | ?            | ?            | 3+       | 0+     |
| R. Barrella    | 20       | 0       | ?            | ?            | 20+      | 0+     |
| A. Bordon      | 30       | 5       | ?            | ?            | 30+      | 5+     |
| M. Calonaci    | 24       | 1       | ?            | ?            | 24+      | 1+     |
| C. Caravella   | 9        | 0       | ?            | ?            | 9+       | 0+     |
| F. Cini        | 10       | 0       | ?            | ?            | 10+      | 0+     |
| G. Colasante   | 1        | 0       | ?            | ?            | 1+       | 0+     |
| A. Conca       | 29       | 2       | ?            | ?            | 29+      | 2+     |
| P. De Giovanni | 3        | 0       | ?            | ?            | 3+       | 0+     |
| C. Desolati    | 23       | 3       | ?            | ?            | 23+      | 3+     |
| E. Gustinetti  | 5        | 0       | ?            | ?            | 5+       | 0+     |
| V. Iannucci    | 1        | 0       | ?            | ?            | 1+       | 0+     |
| V. Laveneziana | 20       | -18     | ?            | ?            | 20+      | -18+   |
| R. Maritozzi   | 35       | 2       | ?            | ?            | 35+      | 2+     |
| M. Mattolini   | 18       | -17     | ?            | ?            | 18+      | -17+   |
| G. Morsia      | 26       | 0       | ?            | ?            | 26+      | 0+     |
| F. Navone      | 27       | 1       | ?            | ?            | 27+      | 1+     |
| V. Petruzzelli | 26       | 1       | ?            | ?            | 26+      | 1+     |
| G. Redeghieri  | 11       | 0       | ?            | ?            | 11+      | 0+     |
| A. Rocca       | 10       | 0       | ?            | ?            | 10+      | 0+     |
| G. Roccotelli  | 32       | 3       | ?            | ?            | 32+      | 3+     |
| D. Rossi       | 13       | 0       | ?            | ?            | 13+      | 0+     |
| A. Sassarini   | 28       | 1       | ?            | ?            | 28+      | 1+     |
| M. Scalingi    | 1        | 0       | ?            | ?            | 1+       | 0+     |
| A. Stimpfl     | 36       | 1       | ?            | ?            | 36+      | 1+     |
| A. Tormen      | 28       | 3       | ?            | ?            | 28+      | 3+     |
| P. Valente     | 21       | 1       | ?            | ?            | 21+      | 1+     |